# Magny-lès-Villers
Magny-lès-Villers is een gemeente in het Franse departement Côte-d'Or (regio Bourgogne-Franche-Comté) en telt 246 inwoners (1999). De plaats maakt deel uit van het arrondissement Beaune.

## Geografie
De oppervlakte van Magny-lès-Villers bedraagt 3,8 km², de bevolkingsdichtheid is 64,7 inwoners per km².
De onderstaande kaart toont de ligging van Magny-lès-Villers met de belangrijkste infrastructuur en aangrenzende gemeenten.

## Demografie
Onderstaande figuur toont het verloop van het inwonertal (bron: INSEE-tellingen).